# Frontières de l'Arménie

Carte d'Arménie « De Facto » (en clair), mettant en évidence ses frontières terrestres avec les pays voisins.

Cet article recense les frontières de l'Arménie. 

## Frontières

### Frontières terrestres
L'Arménie partage des frontières terrestres avec ses quatre pays voisins, la Géorgie au nord, l'Azerbaïdjan à l'est et au sud-ouest, l'Iran au sud et la Turquie à l'ouest, pour un total de 1 254 km. L'Arménie est complètement enclavée entre ces pays et ne comporte donc aucune frontière maritime.
La frontière avec l'Azerbaïdjan comporte plusieurs particularités géopolitiques :
- Le Nakhitchevan est une république autonome de l'Azerbaïdjan, sans continuité territoriale avec le reste du pays, séparée par l'Arménie ; le tiers de la frontière totale entre les deux pays est située le long du Nakhitchevan ;
- L'Arménie compte quatre minuscules enclaves azerbaïdjanaises, Barkhudarli, Karki, Ashagi Askipara et Yukhari Askipara, occupées depuis la guerre du Haut-Karabagh par l'Arménie ; il y a par ailleurs une exclave arménienne en Azerbaïdjan, Artsvashen, occupée depuis cette guerre par l'Azerbaïdjan[2].

### Récapitulatif
Le tableau suivant récapitule l'ensemble des frontières de l'Arménie :
| Pays        | Terre (km) | Mer (km) | Total (km) | Notes |
| ----------- | ---------- | -------- | ---------- | --- |
| Azerbaïdjan | 787        | —        | 787        | Dont 221 km avec le Nakhitchevan ; comprend 4 enclaves azerbaïdjanaises en Arménie et 1 enclave arménienne en Azerbaïdjan |
| Géorgie     | 164        | —        | 164        | |
| Iran        | 35         | —        | 35         | |
| Turquie     | 268        | —        | 268        | |
| Total       | 1254       | —        | 1254       | |